# ألاسيبريل
ألاسيبريل Alacepril من مثبطات الأنزيم المحول للأنجيوتنسين الجديدة لها تأثير مطول في التثبيط، يستخدم كخافض لضغط الدم.
تتحول المادة الفعالة الألاسيبريل في الجسم إلى deacetylalacepril والتي تستقلب فيما بعد إلى الكابتوبريل. يتم وصول ال deacetylalacepril بشكل فعال إلى جدار الشريان حيث يثبط مباشرة الفعالية الودية المحيطية مما يؤدي إلى توسع الأوعية من دون تعديل لجملة الرينين أنجيوتنسين الألدوستيرون (RAA). بالإضافة لذلك فإن المستقلب الفعال الكابتوبريل المثبط للأنزيم المحول للأنجيوتنسين، يؤدي إلى حدوث تمدد وريدي وشرياني على حد سواء من خلال التعديل على جملة RAA.
في تجربة على الكلاب المصابة بفشل قلبي مزمن، جرعة وحيدة من الألاسيبريل 1-3ملغ أظهرت استدامة مطولة في خفض الحمل القبلي والحمل البعدي.
في الدراسات الميدانية السريرية، كانت تعطى مضغوطات الألاسيبريل كعامل وحيد أو بالمشاركة مع مدر للبول أو عوامل مقوية للقلب وذلك للكلاب المصابة بفشل القلب المزمن من ارتجاع الصمام الميترالي. وأظهرت النتائج أن مضغوطات الألاسيبريل أكثر فعالية في منع تطور مرض القلب وزيادة مدى مقاومة الجهد والتمرين لدى الحيوانات بالمقارنة مع العلاج مع مدرات البول التقليدية والعوامل المقوية للقلب وحدها، مما يدل على أن مضغوطات الألاسيبريل تعطي تحسنا كبيرا في الأعراض.